# 雅克·德·沃康松

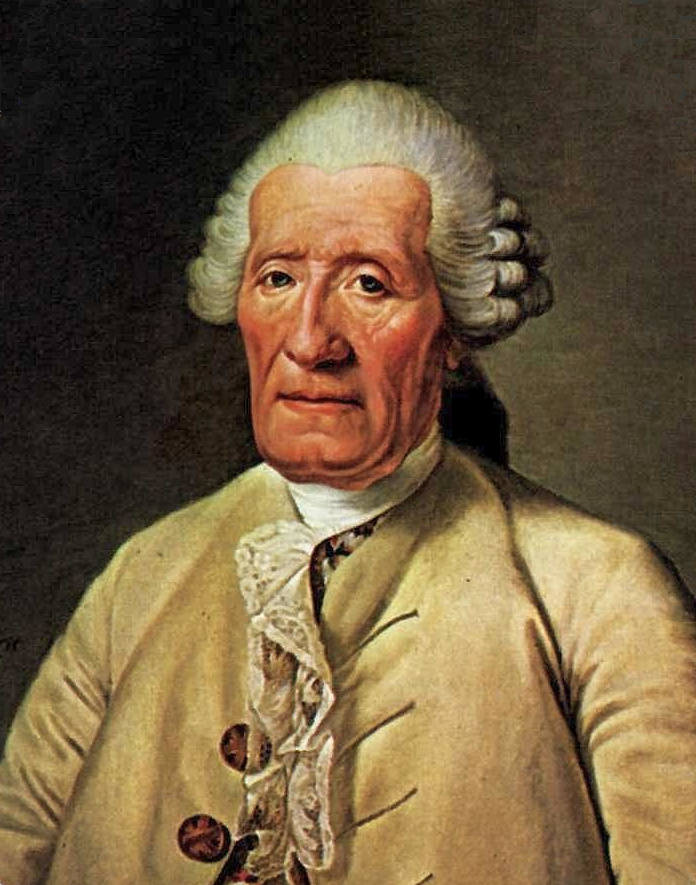
雅克‧德‧沃康松

雅克‧德‧沃康松（法語：Jacques de Vaucanson，法語發音：[ʒak də vokɑ̃sɔ̃]；1709年2月24日—1782年11月21日）是一位法國發明家與藝術家。

## 早年
沃康松出生於法國格勒诺布尔，兄弟姊妹中排行第十，家庭以製作手套為業。他在清寒中長大，並以鐘錶匠為志願。 他曾師從耶穌會修士，後加入里昂的最小兄弟會 （页面存档备份，存于）。沃康松原本打算往神學研究發展，但在認識外科醫生克洛德‧尼古拉‧勒卡並向其學習解剖學之後，他重拾對機械製作的興趣，將之結合解剖學的知識，創造出能模仿循環、消化、呼吸等有機運動的仿生機械。

## 生涯

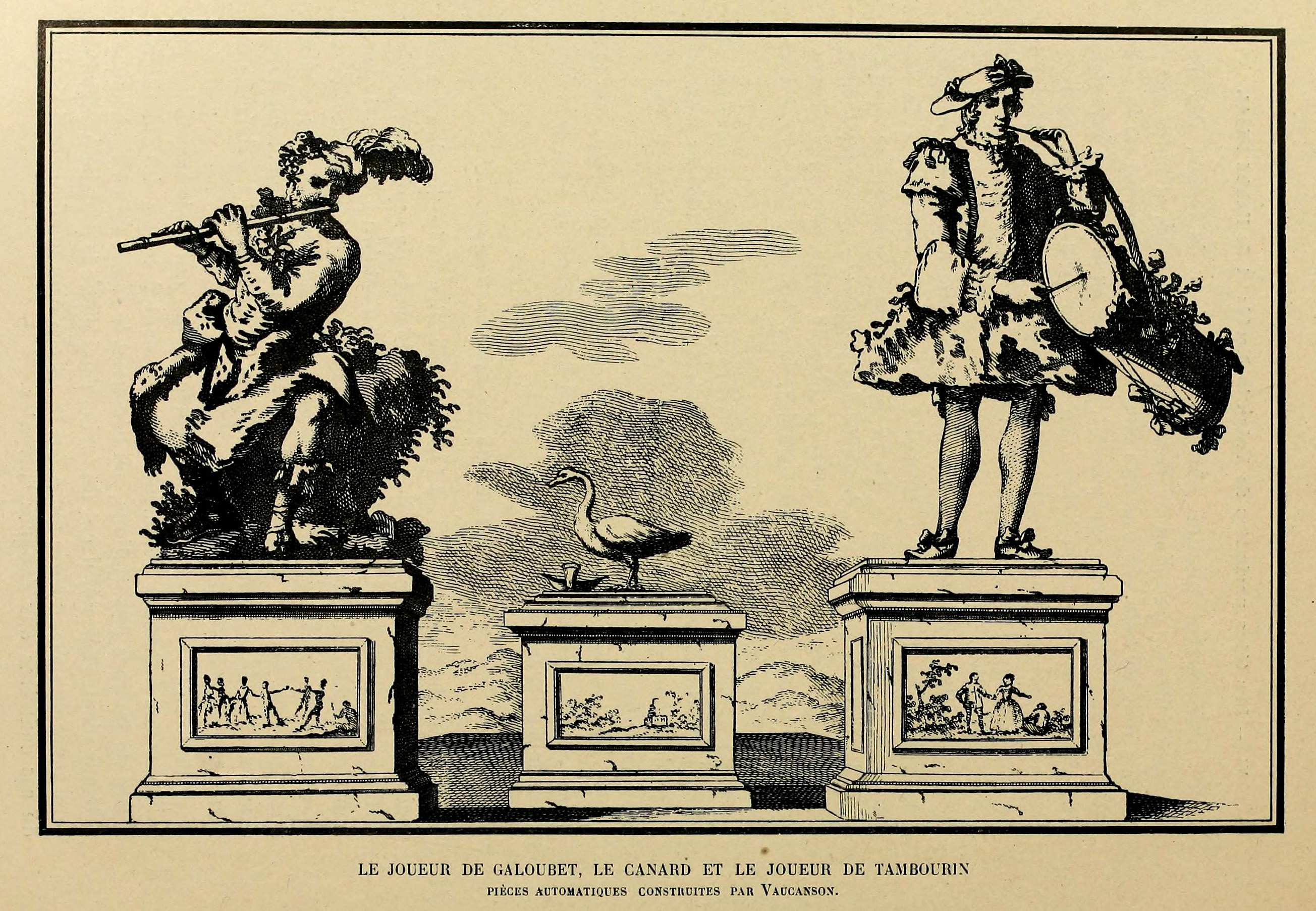
沃康松最著名的三項自動機械發明:吹笛手(左)、鈴鼓手(右)與消化鴨(中)

沃康松於18歲時獲得他的第一間工作室，在一些貴族的贊助下從事新奇的發明。獲得實驗室的同一年，他發明了一種可以端菜、清理桌子的家務機器人，為來訪的政府官員服務；然而此舉卻引發一位政府官員的不滿，認為這是一種「褻瀆」，命其將工作室銷毀。
1737年，沃康松完成自動機械作品「吹笛手」，該作品外觀是一個演奏短笛的牧羊人，內附十二首曲目。他於次年向法國科學院發表這項創作。
但該作品遭到專業音樂家批評，認為其手指與嘴部過於僵硬，無法充分發揮樂器音色，因此沒有造成流行。
此時，自動機械開始在歐洲受到矚目，但多數歸類為休閒娛樂或兒童玩具。於此相比，沃康松的作品極為複雜且逼真，在當時極具革命性。
同年晚期，沃康松創造出另外兩件自動機械作品 : 「鈴鼓手」與「消化鴨」，後者被視為他的代表性傑作。沃康松的發明引起普魯士國王腓特烈二世的注意，有意邀請他成為駐宮廷發明家，但沃康松表明自己只為祖國服務而婉拒了對方。
1741年，他被路易十五的樞密院首席大臣弗勒里任命為法國紡織業檢驗員，負責進行紡織業的改革，以追上英國與蘇格蘭的腳步。1745年，沃康松發明世上第一台以打孔卡運作的完全自動紡織機，試圖實現法國紡織業的自動化 。然而他的想法引起紡織勞工的憤怒與反彈，
使得這項改革胎死腹中。
1746年， 沃康松成為法國科學院的成員。
1760年，他發明了世上第一台工業金屬切削滑動車床。

## 逝世
1782年，沃康松逝世於巴黎。他將自己遺留的作品與收藏捐贈給路易十六，現收藏於法國國立工藝學院。部分自動機械作品遺失，「吹笛手」與「鈴鼓手」據傳在革命時期遭到摧毀。雖然沃康松在有生之年無緣見證法國紡織業的自動化，但他的技術經過半個多世紀後的約瑟夫·瑪麗·雅卡爾改進，得到充分的完善與實施。
格勒诺布尔的沃康松技職大學 （页面存档备份，存于）以他的名字命名。